# Зона химического заражения
Зона химического заражения (ЗХЗ) — территория 
.
Зона химического заражения включает в себя:
- зоны смертельных токсодоз (зона чрезвычайно опасного заражения) — это зона, на внешней границе которой 50 % людей получают смертельную токсодозу;
- зону поражающих токсодоз (зона опасного заражения) — это зона, на внешней границе которой 50 % людей получают поражающую токсодозу;
- зону дискомфорта (пороговая зона, зона заражения) — это зона, на внешней границе которой люди испытывают дискомфорт, начинается обострение хронических заболеваний или появляются первые признаки интоксикации.